# Ratae Corieltauvorum

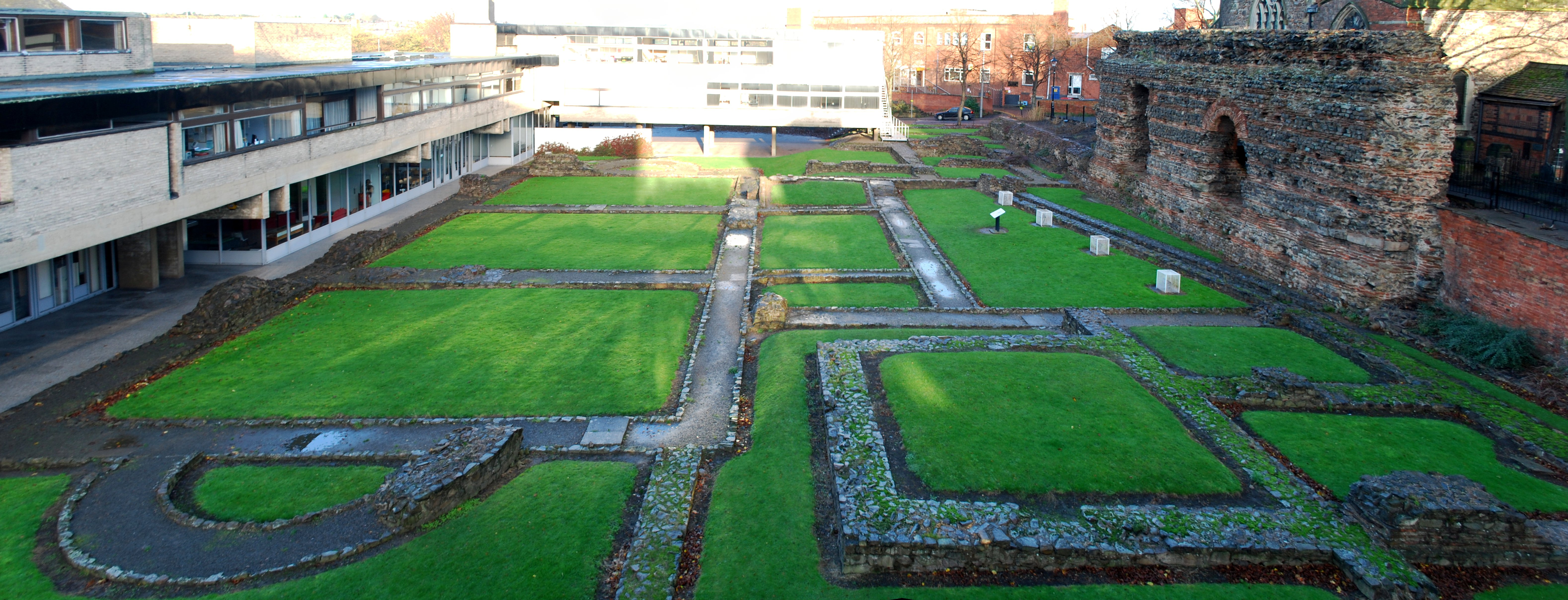
Leicester - římské lázně

Ratae Corieltauvorum nebo prostě Ratae bylo město v římské provincii Británie. V moderní době nese jméno Leicester a nachází se v anglickém hrabství Leicestershire.

## Název

Území, které obývali Corieltauové

Ratae je latinská podoba britského slova s významem "hradba, násep, ochranný val" (srov. irské rath), což naznačuje, že v době železné na tomto místě leželo oppidum. Toto jméno se dále specifikovalo slovem ("Corieltauové"), k rozlišení posloužilo jméno keltského kmene, jehož hlavním městem Ratae za Římanů bylo.
Dlouho byl za název mylně pokládán Ratae Coritanorum. Nicméně nápis objevený v roce 1983 ukázal, že v průběhu věků došlo ke zkomolení pojmenování a správně název zní "Corieltauvorum".

## Dějiny

### Prehistorie
Původní osada, s níž se na tomto místě Římané setkali, pravděpodobně vznikla ve 2. nebo v 1. století před naším letopočtem. Je o ní známo málo, stejně jako o řece Soar, ale v této lokalitě byly na ploše přibližně 8 hektarů objeveny kruhové chýše z tohoto období. Osada ležela na východním břehu řeky Soar před jejím soutokem s řekou Trent. Soar se tu dělila na dvě ramena: hlavní proud směřoval k východu, užší řečiště vedlo západněji, takže obtékaly bažinatý ostrov. Lidé se zřejmě usadili u brodu přes širší rameno řeky.

### Doba římská

#### Zakládání pevností

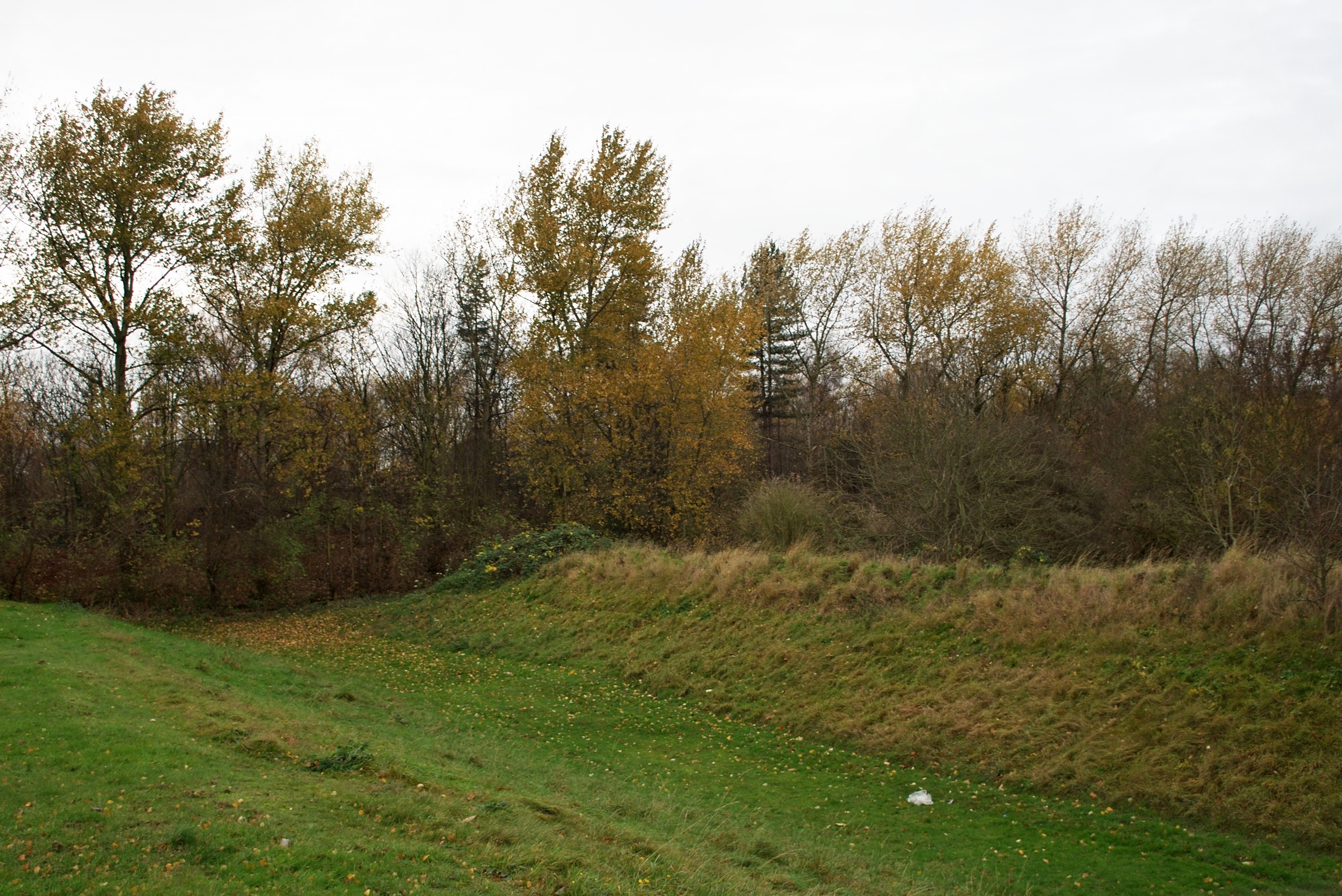
Raw Dykes, jižní konec. Pozůstatky římského akvaduktu

Poté, co Římané v 1. století vtrhli do Británie, rychle ovládli jihovýchodní část ostrova, ale přinejmenším dvě desetiletí nepostoupili na sever a na západ, aby si podrobili území zbývající. Založili dvě legionářské pevnosti; jednu ve městě Isca Dumnoniorum (Exeteru) v jihozápadní části území a druhou v budoucím městě Lincoln (tehdy zvaný (Lindum, Colonia Lindum) na severovýchodě. Mezi nimi potom vybudovali silnici nyní nazývanou Fosse Way, aby hranici mohli snáze ovládat. Fosse Way přecházela přes řeku Soar právě poblíž zmíněné britské osady.
Jednou z otázek kolem raného vývoje lokality Ratae bylo, zda v okolí někdy byla umístěna posádka. Poloha u přechodu strategické silnice přes řeku, navíc poblíž osady místního obyvatelstva, se jistě jevila jako pro pevnost ideální. Nicméně bylo nalezeno jen minimum důkazů o její existenci: pouze jeden příkop ve tvaru písmene V, a to na ostrově mezi oběma rameny řeky. Tvar tohoto příkopu odpovídá tomu druhu vojenského příkopu, který má jednu stranu strmější než druhou a kde má voda možnost dole odtékat. Ačkoli je možné, že římská pevnost skutečně byla mezi dvěma rameny Soar kolem roku 50 našeho letopočtu založena, nelze vyloučit, ale zatím k tomu podle některých zdrojů neexistuje dost důkazů.
Jiní soudí, že na tomto místě pravděpodobně byla, a to za císaře Claudia, základna detašovaného vojenského oddílu, tzv. vexilace. Část VIII. legie provázela císaře při jeho krátké návštěvě v roce 43. V této lokalitě byla nalezena spona opasku legionáře, ve výborném stavu, a v centru města část přilby, kterou obvykle nosili příslušníci pomocných oddílů jezdectva.

#### Rozvoj
Ratae pravděpodobně dlouho zůstávala dosti chudou osadou. Ačkoli s příchodem Římanů došlo k rychlé přestavbě, kdy vznikly větší obchody a domy, bylo tam málo moderních vymožeností té doby a žádná z veřejných budov obvyklých ve starověkých římských městech. Místo fóra se v centru nacházelo jenom prosté tržiště pod širým nebem. Na počátku 2. století však byly postaveny kvalitnější, prostornější kamenné domy. Jeden zvláště pěkný měl na podlaze mozaiky, zdobené stěny a propracovaný vlys kolem atria s divadelními maskami, holubicemi, bažanty, kupidy a květinami. Nebyl ale obýván dlouho a část z něj potom sloužila jako dílna.
Ke zdejším řemeslům patřila hrnčířská výroba a zpracování kovů a skla.

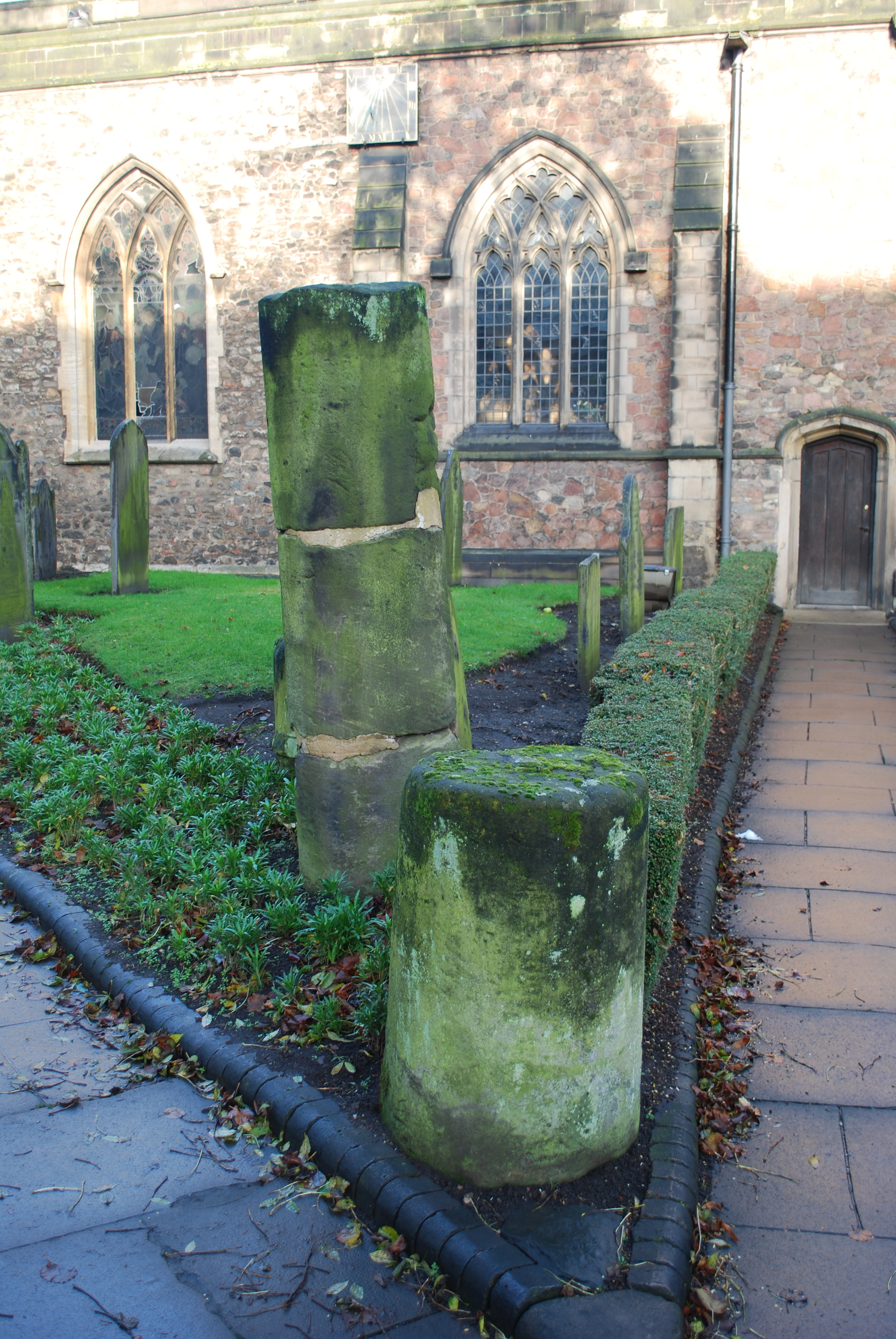
Římské sloupy u kostela sv. Mikuláše

Nakonec zde přece jen postavili fórum a baziliku, ovšem nezabírala ani tak velkou plochu jako předchozí tržiště. Brzy poté, kolem roku 145, o něco dále k západu vybudovali veřejné lázně a dodávku vody pro ně zajistili pomocí akvaduktu. Lázně nepatří svým uspořádáním k typickým. Vedle se nacházela velká palaestra, kde po odchodu Římanů byl postaven anglosaský kostel. Palaestra byla z místní žuly, vápence a pískovce. V roce 1920 se tato památka pod jménem Jewry Wall dostala pod správu organizace English Heritage.
Druhé tržiště naplánovali na začátku 3. století a dostalo podobu tržnice (baziliky) se zdobenými stropy. Na konci 3. století už bylo město Ratae obehnáno kamennými hradbami. Mělo čtyři brány, přičemž za každou se před hradbami, tj. mimo město, nacházel hřbitov. Na severní straně města vyrostlo předměstí.
Ve městě byly zatím nalezeny pouze dva chrámy, jeden z  nich byl pravděpodobně svatyně boha Mithry.
V době největšího rozkvětu, když bylo hlavním městem kmene (keltský kmen Corieltauové), se rozkládalo na ploše přibližně 40 hektarů. Leželo přitom poněkud překvapivě až na jihozápadním okraji kmenového území. Hlavním městem se zřejmě stalo právě díky římské pevnosti a později římskému osídlení v Lincolnu (Lindum Colonia).

### Středověk
Ke konci 4. století bylo město Ratae obsazeno oddílem římské armády a k městským hradbám byly pravděpodobně přistavěny mohutné věže. Ale střed města postihl rozsáhlý požár a fórum, bazilika a tržnice se už nikdy obnovy nedočkaly. Část fóra ale pravděpodobně stála ještě ve 13. století. Fórum a basilika se rozkládaly na ploše 132 m krát 91 m.
Město bylo označováno Cair Lerion a je o něm zmínka mezi 28 městy Británie v později (9. stol.) vzniklém latinském spise Historia Brittonum, za jehož autora je pokládán velšský mnich Nennius.

## V době moderní
Vykopávky na místě lázní začaly v roce 1936 a pokračovaly téměř o třicet let později, v 60. letech 20. století.
Archeologové zatím vykopali přibližně 11% římského Leicesteru, který se díky tomu stal jedním z nejlépe prozkoumaných římských měst v Británii.
Římské jméno přežívá ve jménech různých klubů a společností založených v moderním Leicesteru, například Ratae Co-Operative Players (ochotnické divadlo) a Ratae Road Club (cyklistika).
Dochovaly se tyto význačné památky:

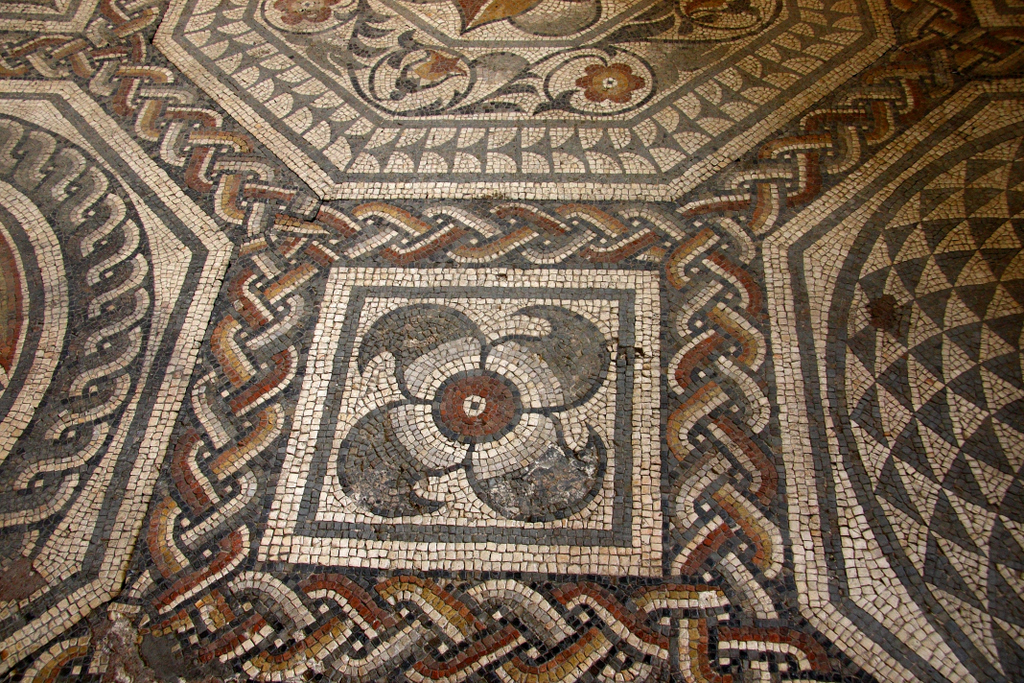
Dlažba Blackfriars, nyní vystavena v Jewry Wall Museum

- Jewry Wall, masivní zeď, pokládaná za část komplexu římských veřejných lázní
- Raw Dykes, násep považovaný za pozůstatek akvaduktu
- Kostel sv. Mikuláše, v jehož zdech se zachovalo značné množství materiálu z římských staveb
- Velká sbírka artefaktů z Ratae, která je vystavena v muzeu Jewry Wall Museum